# Le Chevain
Le Chevain era una comuna francesa situada en el departamento de Sarthe, en la región de Países del Loira, que el 1 de enero de 2017 pasó a ser una comuna delegada de la comuna nueva de St Paterne - Le-Chevain al fusionarse con la comuna de Saint-Paterne.

## Demografía
| Gráfica de evolución demográfica de Le Chevain entre 1800 y 2020 |
|                                                                  |

Los datos demográficos contemplados en este gráfico de la comuna de Le Chevain se han cogido de 1800 a 1999 de la página francesa EHESS/Cassini, y los demás datos de la página del INSEE.